# Thai-Chinese High-speed Rail Project
| Fuxing-CR300AF |                      |                                     |                                     |
| Streckenlänge: | (Phase 1) 253 km     |                                     |                                     |
| Spurweite: | 1435 mm (Normalspur) |                                     |                                     |
| Stromsystem: | 25 kV, 50 Hz ~       |                                     |                                     |
| Streckengeschwindigkeit: | 250 km/h             |                                     |                                     |
| |                      |                                     |                                     |
| \| \| \| Krung Thep Aphiwat Central Terminal \| \| \| \| Don Mueang \| \| \| \| Ayutthaya \| \| \| \| Saraburi \| \| \| \| Pak Chong \| \| \| \| Nakhon Ratchasima \| |                      |                                     |                                     |
| Kopfbahnhof Streckenanfang |                      | Krung Thep Aphiwat Central Terminal | Krung Thep Aphiwat Central Terminal |
| Bahnhof |                      | Don Mueang                          | Don Mueang                          |
| Bahnhof |                      | Ayutthaya                           | Ayutthaya                           |
| Bahnhof |                      | Saraburi                            | Saraburi                            |
| Bahnhof |                      | Pak Chong                           | Pak Chong                           |
| Kopfbahnhof Streckenende |                      | Nakhon Ratchasima                   | Nakhon Ratchasima                   |

Das Thai-Chinese High-speed Rail Project (Thai-chinesisches Hochgeschwindigkeits-Schienen-Projekt) ist ein Hochgeschwindigkeitsbahnprojekt in Thailand, das sich mit Hilfe der Volksrepublik China von Bangkok nach Nakhon Ratchasima (Phase 1) derzeit im Bau befindet. Baubeginn war im Oktober 2020, die Inbetriebnahme soll 2027 erfolgen. Es werden Fuxing-CR300AF-Achtwagenzüge mit 594 Sitzen aus chinesischer Produktion mit einer Geschwindigkeit von bis zu 250 km/h eingesetzt.

## Geschichte
Im März 2011 unterzeichnete Thailand eine Absichtserklärung mit der chinesischen Regierung, das Thai-Chinese High-speed Rail Project über den Bau einer Schnellfahrstrecke Kunming–Singapur. Nach mehrfacher Verschiebung wurde im Oktober 2020 das Hochgeschwindigkeitsbahnprojekt Bangkok–Nakhon Ratchasima offiziell von der thailändischen Regierung ins Leben gerufen und diesen Teil der Strecke selbst zu finanzieren. Ob der Bau des 356 km langen Abschnitts von Nakhon Ratchasima nach Nong Khai (Phase 2) und die 16 km lange Strecke von Nong Khai nach Vientiane (Phase 3) (hier wird eine neue Brücke über den Mekong benötigt) erfolgt, ist offen. Die thailändische Regierung erwartet keine hohe wirtschaftliche Rendite für das Projekt, die Zinsen für ein chinesisches Darlehen und die Kosten sind ihr zu hoch. Wahrscheinlicher ist es, dass als Nächstes die Drei-Flughafen-Verbindung zwischen den Flughäfen Don Mueang, Suvarnabhumi und U-Tapao in Angriff genommen wird. Diese Strecke könnte über Rayong bis nach Trat zur thailändisch-kambodschanischen Grenze verlängert werden.
Es gab Gespräche zwischen der thailändischen und der japanischen Regierung sowie der Eisenbahnindustrie, die 668 km lange Verbindung Bangkok–Chiang Mai, eine Hochgeschwindigkeitsstrecke mit japanischer Shinkansen-Technologie zu errichten. Die sehr hohen Kosten eines solchen Projekts und Zweifel, ob Thailand in ausreichendem Umfang qualifiziertes Personal für den Betrieb einer solchen Strecke bereitstellen könnte, haben es ins Stocken geraten lassen.

## Streckenübersicht
| Status              | Strecke                                        | Höchstgeschwindigkeit | Länge  | Inbetriebnahme | Stromsystem    | Zugbeeinflussung | Nutzung durch       |
| ------------------- | ---------------------------------------------- | --------------------- | ------ | -------------- | -------------- | ---------------- | ------------------- |
| Im Bau              | Bangkok–Nakhon Ratchasima (Phase 1)            | 250 km/h              | 253 km | 2028           | 25 kV, 50 Hz ~ |                  | Fuxing CR300AF-Züge |
| Geplant             | Bangkok–U-Tapao (Drei-Flughafen-Verbindung)    | 250 km/h              | 220 km | 2029?          | 25 kV, 50 Hz ~ |                  | Fuxing CR300AF-Züge |
| Geplant             | Bangkok–Hua Hin                                | 300 km/h              | 211 km |                |                |                  |                     |
| Langfristig geplant | Nakhon Ratchasima–Nong Khai (Phase 2)          | 250 km/h              | 356 km |                | 25 kV, 50 Hz ~ |                  | Fuxing CR300AF-Züge |
| Langfristig geplant | Nong Khai–Vientiane (Phase 3) (Grenze zu Laos) | 250 km/h              | 16 km  |                | 25 kV, 50 Hz ~ |                  | Fuxing CR300AF-Züge |
| Langfristig geplant | Hua Hin–Surat Thani                            | 300 km/h              | 424 km |                |                |                  |                     |
| Langfristig geplant | Surat Thani–Padang Besar (Grenze zu Malaysia)  | 300 km/h              | 335 km |                |                |                  |                     |
| Langfristig geplant | U Tapao–Rayong–Trat (Grenze zu Kambodscha)     | 250 km/h              | 170 km |                |                |                  | Fuxing CR300AF-Züge |
| Langfristig geplant | Bangkok–Phitsanulok                            | 300 km/h              | 380 km |                |                |                  | Shinkansen-Züge     |
| Langfristig geplant | Phitsanulok–Chiang Mai                         | 300 km/h              | 288 km |                |                |                  | Shinkansen-Züge     |